# Chang Hye-jin
Chang Hye-jin (kor. 장혜진; * 13. Mai 1987 in Daegu) ist eine ehemalige südkoreanische Bogenschützin.

## Karriere
Chang Hye-jin gewann bei den Weltmeisterschaften 2013 in Belek mit der Damenmannschaft Südkoreas die Goldmedaille.
Bei den Asienspielen 2014 in Incheon war sie sowohl im Einzel (Silbermedaille) als auch in der Mannschaftskonkurrenz (Goldmedaille) erfolgreich.
Bei den Olympischen Sommerspielen 2016 in Rio de Janeiro wurde Chang Hye-jin Doppelolympiasiegerin, als sie sowohl im Einzel als auch mit der Mannschaft die Goldmedaille gewann. Im Einzel konnte Chang Hye-jin sich zunächst im Halbfinale gegen ihre südkoreanische Mannschaftskollegin Ki Bo-bae durchsetzen und gewann anschließend im Finale, mit 6:2, gegen die Deutsche Lisa Unruh. Sie beendete 2022 ihre Karriere.